# Kateřina Horníčková
Kateřina Horníčková (* 9. prosince 1973 Přerov) je česká kunsthistorička.
Vystudovala dějiny umění a klasickou archeologii na Univerzitě Karlově v Praze (1992–2000) a Středověká studia na Středoevropské univerzitě v Budapešti (1997–1998). V současnosti je jejím hlavním zájmem projekt Visions of Community Univerzity ve Vídni a Rakouské Akademie věd. Mimo to působí také na Filozofické fakultě Jihočeské univerzity v Českých Budějovicích, v mezinárodní organizaci CARMEN (Co-operative for the Advancement of Research through a Medieval European Network) a spolupracuje s Oddělením pro komeniologii a intelektuální dějiny raného novověku Filosofického ústavu Akademie věd České republiky.

## Pracovní život
V letech 2000–2001 absolvovala roční stáž na univerzitě v Oxfordu, se kterou se také podílela na projektu Cultures of Knowledge v rámci postdoktorandské pozice u Filosofického ústavu Akademie věd České republiky. Působila také v rakouském výzkumném týmu, který se zabýval svatými jako symboly, které spojují a rozdělují společenství (orig. Symbols that Bind and Break Communities).
V období 2005–2009 pracovala ve funkci vedoucí oddělení kultury a dramaturg kulturní činnosti na Správě Pražského hradu, kde pořádala řadu výstav, např. výstavy Karel IV., císař z Boží milosti, Umění české reformace(1380–1620), Biedermeier: Umění a kultura v českých zemích 1814–1848, Tři sochařky: Janoušková, Kmentová, Szapocznikow, Skupina Máj 57, Jan Jiří Heinsch – malíř barokní zbožnosti, Cesta života: Rabbi Low (1525–1609), Josef Čapek ad.
V rámci výstavy Umění české reformace vznikla ve spolupráci s Michalem Šroňkem stejnojmenná monografie (Umění české reformace 1380–1620), která se podrobně zabývá uměleckou tvorbou spojenou s protestantským vyznáním doprovázející toto období. Za velký přínos publikace je považována revize všeobecného názoru o negativním vztahu protestantů k umění. Tato kniha byla nominována na cenu Magnesia Litera 2012 v kategorii literatury faktu, kde skončila na druhém místě.

## Vzdělání[1]
- 2009 Ph.D. – Středověká studia, Středoevropská univerzita, Budapešť (disertační práce: In Heaven and on Earth. Church Treasure in Late Medieval Bohemia, třetí místo CEU Dissertation Award)
- 2002 PhDr. – Historie umění, Karlova univerzita v Praze (disertační práce: Relikviářové pektorální kříže z Čech a drobná raně středověká metaloplastika 11.-13. století)
- 2000-2001 – Certificate of Studies, History of Art – Centre for Visual Studies, Oxford University
- 1998 MA – Středověká studia, Středoevropská univerzita, Budapešť
- 2000, 2003 Mgr. – Historie umění, klasická archeologie, Karlova univerzita v Praze

## Dílo
výběr

### Monografie
- Horníčková, Kateřina – Michal Šroněk, eds. From Hus to Luther. Visual Culture in the Bohemian Reformation (1380-1620). 2016.
- Horníčková, Kateřina – Michal Šroněk, (eds). In puncto religionis. Konfesní dimenze předbělohorské kultury Čech a Moravy. 2013.
- Horníčková, Kateřina – Michal Šroněk, (eds). Umění české reformace (1380-1620). 2010.
- Horníčková, Kateřina. In Heaven and on Earth. Church Treasure in Late Medieval Bohemia.PhD. dissertation. Budapest: Central European University 2009. Internetová publikace http://www.etd.ceu.hu/2009/mphhok01.pdf
- Horníčková, Kateřina – Michal Šroněk, (eds). Žena ve člunu. Sborník Hany J. Hlaváčkové. 2007.

### Kapitoly v monografiích
- Horníčková, Kateřina, Antichrist Cycle in the Velislav Bible and the Representation of Intellectual Community, in: Lenka Panušková, (ed.), The Velislav Bible, Finest Picture-Bible of the Late Middle Ages, Amsterdam: Amsterdam University Press (přijato)
- Horníčková, Kateřina, Martyrs of ‟Our” Faith: Identity and the Cult of Saints in Post-Hussite Bohemia, in: Nils Holger Petersen – Sebastián Salvadó – Tracy Sands, (eds.) Symbolic Identity and the Cultural Memory of Saints, Cambridge: Cambridge Scholars Publishers, 2016.
- Horníčková, Kateřina, Symbol kalicha ve veřejném prostoru utrakvistických měst, in: Pavel Soukup – Ota Halama, (eds.), Kalich jako symbol v prvním století utrakvismu, (přijato)
- Horníčková, Kateřina – Michal Šroněk, Between document, imagination and propaganda. Religious violence in the handbills showing the plundering of the monasteries in Prague in 1611, in: Jiří Mikulec, (ed.), Náboženské střety a konfesní násilí ve Střední Evropě 15.-18. století – Religious Conflicts and Confessional violence in Central Europe in the 15th - 18th Centuries (přijato)
- Horníčková, Kateřina – Maria Theisen, Bohemian Illustrated Life of Christ. Cod. 485 of Austrian National Library, in: Milada Studničková, ed. Kunst in unruhigen Zeiten. Böhmische Buchmalerei vor Gutenberg (ca. 1380–1450) (přijato)
- Horníčková, Kateřina – Michal Šroněk, Husovy obrazy v 15. až 17. století, in: Zdeněk Vybíral, (ed.), Jan Hus 1415-2015, Tábor: Husitské muzeum v Táboře 2015. 57–82.
- Horníčková, Kateřina, Oltář se svatostánkem mezi anděly a jeho geneze, in: Petr Sommer – Eva Doležalová, (eds), Středověký kaleidoskop pro muže s hůlkou, Praha: NLN 2015. 324–332.
- Horníčková, Kateřina, Oltář z kostela sv. Kateřiny z Chrudimi a utrakvistické oltáře se svatostánkem, in: Ivo Hlobil – Milan Dospěl, (eds), Gotické a raně renesanční umění ve východních Čechách. Příspěvky z vědecké konference, Hradec Králové 2014. 132–144. E-book: http://www.udu.cas.cz/data/user/docs/gotika_VC_0601_celek.pdf .
- Horníčková, Kateřina, Paměť  a obraz. Portrét jako nástroj vizuální kanonizace, in: Lenka Řezníková, (ed.), Figurace paměti. Komenský v kulturách vzpomínání 19. a 20. století, Praha: Scriptorium 2014. 289–320.
- Horníčková, Kateřina, Konfesionalita díla, in: Kateřina Horníčková – Michal Šroněk, (eds.), In puncto religionis. Konfesní dimenze předbělohorské kultury Čech a Moravy, Praha: Artefaktum, 2013. 9–22.
- Horníčková, Kateřina, Městská architektura jako prostor vymezení identit. Studie ke konfesionalitě urbánního prostoru, in: Kateřina Horníčková – Michal Šroněk, (eds.), In puncto religionis. Konfesní dimenze předbělohorské kultury Čech a Moravy, Praha: Artefactum, 2013. 189-204.
- Horníčková, Kateřina, Between the East and West: Bohemian Reliquary Pectoral Crosses as Testimony to Cult and Cultural Exchange, in: Marcin Wołoszyn et al., Rome, Constantinople and Newly-Converted Europe: Archaeological and Historical Evidence, vol. 2, Cracow – Leipzig – Rzeszów: Geisteswissenschaftliches Zentrum Geschichte und Kultur Ostmitteleuropas, 2012. 157-172
- Horníčková, Kateřina – Michal Šroněk, Umění české reformace – terra incognita, in Kateřina Horníčková – Michal Šroněk, (eds.), Umění české reformace (1380-1620), Praha: Academia, 2010. 13–16.
- Horníčková, Kateřina, Mezi tradicí a inovací. Náboženský obraz v českém utrakvismu, , in Kateřina Horníčková – Michal Šroněk, (eds.), Umění české reformace (1380-1620), Praha: Academia, 2010. 81–96.
- Horníčková, Kateřina, Město jako komunikační prostor. Utrakvismus, obrazy a reprezentace, in Kateřina Horníčková – Michal Šroněk, (eds.), Umění české reformace (1380-1620), Praha: Academia, 2010.  Prague: Academia, 2010. 175–184.
- Horníčková, Kateřina, Pražský biskup Meinhard a umělecký patronát ve 12. století, in: Milada Studničková, (ed.), Čechy jsou plné kostelů. Boemia plena est ecclesiis. Kniha k poctě PhDr. Anežky Merhautové, DrSc., Praha: Lidové noviny 2010. 245-249.
- Horníčková, Kateřina, Eucharistický Kristus mezi anděly z Týna. Příspěvek k jednomu z bludných balvanů Jaroslava Pešiny století, in: Kateřina Horníčková – Michal Šroněk, (eds.), Žena ve člunu. Sborník Hany J. Hlaváčkové, Praha: Artefactum 2007. 211-238.
- Horníčková, Kateřina, Ciborio utraquista con due cucchiaini per la comunione, in: Alessio Geretti (ed.), Mysterium. L’Eucaristia nei capolavori dell’arte europea, Milano: Skira 2005. 254-255.
- Horníčková, Kateřina, Memory, Politics and Holy Relics: Catholic Tactics amidst the Hussite Reformation, in: Irene Barbiera – Alice M. Choyke – Judith A. Rasson, (eds.), Materializing Memory. Archaeological material culture and the semantics of the past, Oxford: Archaeopress, 2009. 97-103.
- Horníčková, Kateřina, Bishop Phillibert of Coutances and Catholic Restoration in Hussite Prague, in: Rafal Wójcik, (ed.), Culture of Memory in East-Central Europe in the Late Middle Ages (1000-1600), Ciazen: Ciazen University Library 2008. 129 - 140.

### Vědecké studie
- Horníčková, Kateřina – Michal Šroněk, Between document, imagination and propaganda. Religious violence in the prints showing the plundering of monasteries in Prague 1611, Umění 64 (2016). (přijato)
- Horníčková, Kateřina, Beyond the Chalice. Monuments manifesting Utraquist religious Identity in the Bohemian urban Context in the fifteenth and early sixteenth Centuries, European Review of History. Revue européenne d'histoire 20.1 (2013): 137-152.
- Horníčková, Kateřina – Michal Šroněk, The Bydžov Altarpiece and its Denominational Transformations, Umění 60.5 (2012): 363-383.
- Horníčková, Kateřina, My Saints: ‛Personal’ Relic Collections in Bohemian before Charles IV, Medium Aevum Quotidianum 64 (2012): 50-61.
- Horníčková, Kateřina, Contextualising and Visualising Saints in the 14-15th century, Medium Aevum Quotidianum 62 (2011): 21-39.
- Horníčková, Kateřina, Memory, Politics, and Holy Relics. Catholic Tactics amidst the Bohemian Reformation, Bohemian Reformation and Religious Practice. Filosofický časopis Supplementum 8 (2011): 134-143.
- Horníčková, Kateřina – Michal Šroněk, Der Cranach-Altar im Veitsdom – seine Entstehung und sein Untergang, Umění  58.1 (2010): 2-16.
- Horníčková, Kateřina, Public Display of Religious Identity by Utraquist Towns in Fifteenth Century, Bohemian Reformation and Religious Practice. Filosofický časopis Supplementum 7 (2009): 185-193.
- Horníčková, Kateřina, A Utraquist Church Treasure and Its Custodians: A few observations on the lay administration of Utraquist churches, Bohemian Reformation and Religious Practice 6 (2007): 189-208.
- Horníčková, Kateřina, The Rembrandt Battle: The Search for national Art in Weimar Germany”. Umění 52.5 (2004): 427-434.
- Horníčková, Kateřina, Umělecké spolky v Praze, Vídni a Mnichově 50. a 60. letech 19. století, Kuděj 2 (2003): 19-41.
- Horníčková, Kateřina, Pektorál z Velké Mače – jeho původ, ikonografie a zařazení do kontextu pektorálních křížků, Studia Archaeologica Slovaca Medievalia III-IV (2000-2001): 187-201.
- Horníčková, Kateřina, Byzantine Reliquary Pectoral Crosses in Central Europe, Byzantinoslavica 60 (1999): 213-50.
- Horníčková, Kateřina, The Power of the Word and the Power of the Image, Byzantinoslavica 59 (1998): 239- 246.
- Horníčková, Kateřina, Mystická ‟Dionýsova zahrádka” jako předobraz křesťanského ráje. Skrytý význam v antickém vyobrazení krajiny, Studia Hercynia 1 (1997): 18-22.